# 軍艦

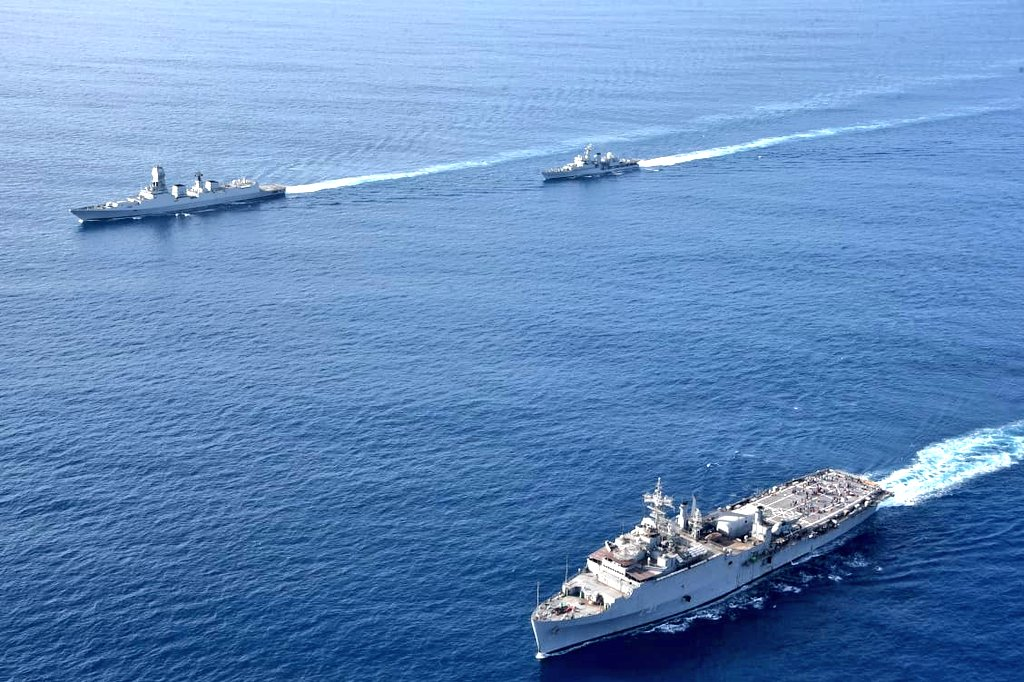
左から駆逐艦、哨戒艦艇、ドック型揚陸艦(インド海軍)

軍艦（ぐんかん、英: warship）とは、軍用艦船の総称。戦闘力を持つ艦艇だけではなく非武装である補給艦、輸送艦なども含まれる。特に、海洋法に関する国際連合条約（国連海洋法条約）29条に定める船舶を指すことが多い。対義語は商船。
なお「戦闘力を持つ軍艦」には、フリゲート・コルベットなどの艦種が含まれるが、それを一言で指す用語は軍事分野においては無い。しかしそれ以外の分野では、「戦闘力を持つ軍艦」を全てを指して「戦艦」と呼ぶ用例も見られるので注意が必要である。

こうした近現代の水上戦闘艦では、下位＝小規模とされる艦（駆逐艦・フリゲート・コルベットなど）の装備が充実し巨大化して、かつての上位の大型艦（戦艦・巡洋艦など）の規模・能力になって、かつての上位の大型艦が衰退・消滅に至る傾向にある。

## 軍艦の定義

### 国連海洋法条約の規定
軍艦は、他の船舶と異なる法的取り扱いがなされるため、国連海洋法条約29条で厳密に定義されている。ただし、この定義は同条約の適用上のものであり、各国海軍内部において別箇の定義がなされることもある（条約上の定義は外交関係を踏まえた最広義のものと解される。）。
- 海洋法に関する国際連合条約

第二十九条 軍艦の定義
この条約の適用上、「軍艦」とは、一の国の軍隊に属する船舶であって、当該国の国籍を有するそのような船舶であることを示す外部標識を掲げ、当該国の政府によって正式に任命されてその氏名が軍務に従事する者の適当な名簿又はこれに相当するものに記載されている士官の指揮の下にあり、かつ、正規の軍隊の規律に服する乗組員が配置されているものをいう。
この規定は、従来の慣習国際法上の解釈を明文化して、1958年に締結された公海に関する条約8条2項の定めを踏襲したものである。
この規定は、次の4要件に分析できる。
1. 一の国の軍隊に属する船舶であって、
2. 当該国の国籍を有するそのような船舶であることを示す外部標識を掲げ、
3. 当該国の政府によって正式に任命されてその氏名が軍務に従事する者の適当な名簿又はこれに相当するものに記載されている士官の指揮の下にあり、
4. かつ、正規の軍隊の規律に服する乗組員が配置されているもの

これらの要件からは、国際法上、軍艦はその外形や兵装により規定されるものではないことが分かる。また、この規定から以下の解釈が導かれる。
1. 海軍・統合軍のみならず、陸軍・空軍等に属している船舶も軍艦たり得る。また、武器を装備していない船舶（例えば補給艦等）も軍艦たり得る。
2. 軍艦旗（自衛艦旗が相当する）等を掲揚している必要がある（ファンネルマークなどの外部標識の塗装等でも代用でき、実際に軍艦旗のプロペラ巻き込みが懸念されるエア・クッション型揚陸艇では、船体への塗装で軍艦旗の代用としている）。
3. 将校名簿（幹部自衛官名簿が相当する）に掲載されている士官（艦長又はその代行者）の指揮下にある必要がある。
4. 乗組員が海賊や反乱水兵でない必要があり（102条参照）、無人船は軍艦足り得ない。

軍艦搭載艇たる短艇（旧日本海軍のそれは装載艇参照）であっても、軍艦旗を掲揚して、艇指揮（士官）の指揮の下にあり、艇員がいるなど、上記の各要件に該当すれば、その時点で軍艦となり、国外にあっては軍艦と同様の扱いを受ける。

### 旧日本海軍における規定
旧日本海軍では、外務上における『軍艦』を軍艦外務令（明治31年海軍省達第85号）において、艦船の分類上における『軍艦』を艦船令（大正8年3月20日軍令海第1号）において定義していた。
- 軍艦外務令

第二条　
本令ニ於テ軍艦ト称スルハ海軍旗章条例第十三条第十四条第十八条第十九条ニ依リ旗旒ヲ掲クル艦船艇ノ一又ハ二以上ヲ謂ヒ指揮官ト称スルハ軍艦ノ最高指揮官ヲ謂フ
- 艦船令（昭和19年10月1日改正・施行（昭和19年第8号））

第一条
艦船ハ之ヲ左ノ如ク種別ス
軍艦
駆逐艦
潜水艦
砲艦
海防艦
輸送艦
水雷艇
掃海艇
駆潜艇
敷設艇
哨戒艇
特務艦
特務艇
雑役船
軍艦、駆逐艦、潜水艦、砲艦、海防艦、輸送艦、水雷艇、掃海艇、駆潜艇、敷設艇及哨戒艇ヲ総称シテ艦艇ト謂ヒ特務艦、特務艇ヲ総称シテ特務艦艇ト謂フ
艦艇及特務艦艇ノ類別標準ハ別表ニ依ル

旧日本海軍における在籍船舶の分類には変遷があるが、基本的には、次のように定められた。
変遷の詳細は大日本帝国海軍艦艇類別変遷を参照
1. 海軍に籍を置く船舶は「艦船」
2. 戦闘用船舶は「艦艇」
3. ある程度以上の規模や格式を有する船舶は狭義の「軍艦」

このうち3の狭義の「軍艦」とは、1944年（昭和19年）10月1日改正の艦船令の別表で戦艦、巡洋艦、練習戦艦、練習巡洋艦、航空母艦、水上機母艦、潜水母艦、敷設艦のみを指す。その他の艦艇（駆逐艦、潜水艦等）は、狭義の「軍艦」には分類しない。船首の菊花紋章は終戦時には狭義の「軍艦」にのみ付された。ただし、例外として日露戦争における武勲艦「三笠」など武勲艦は、現役当時に付された菊花紋章を取外さなかった。

### 海上自衛隊における規定
現在の海上自衛隊が保有する艦艇は、国際法上「軍艦」として扱われるが、国内では自衛隊用語を用いて「自衛艦」と呼称する。これは、日本国憲法第9条第2項が「陸海空軍その他の戦力」の不保持と「交戦権」の放棄を定めていることによるものであり、いわゆるダブルスピークである。
海上自衛隊では排水量が概ね1000tを超える船（潜水艦含む）を『艦』、超えない船を『艇』と呼称している。

### 日本語（辞書）
一例として、三省堂の辞典の戦艦の項目においては
せんかん【戦艦】
［1］ 軍艦の艦種の一。強大な砲力を備え、堅牢な防御をもち（後略）
［2］ 戦争に用いる船。いくさぶね。軍艦。戦闘艦。
のふたつの意味が記載され、ふたつめにおいて、戦艦は軍艦と同義としている。軍事の専門以外の書籍、報道などで外国語を和訳するときに、この意味で用いられる場合が多く見受けられる。
ただし、あくまで軍事用語としては「戦艦」は艦種の一とされており、戦艦を軍艦と同義にして用いるのは誤解を生じるため、軍事関係の書籍においては、[2]の意味で用いるのを間違いとする場合が多い。
日本標準商品分類では艦艇（分類番号504）が使われている。
住居侵入罪では『艦船』という語が使われており、艦艇と民間の船舶を表している。

## 軍艦の地位と扱い
軍艦は、他国から主権に伴う尊敬と礼遇を受ける慣例があり、国際法上も他の船舶と異なる法的地位にある。この軍艦の特別な扱いは、軍艦が国家の威厳と主権を象徴すると考えられ、主権免除または治外法権と、不可侵権の特権を受けるためとされる。

### 公海上の軍艦
公海上の軍艦は、旗国以外のいずれの国の管轄権からも完全に免除され（国連海洋法条約 第95条）、この免除は他国の排他的経済水域においても認められる（同58条）。軍艦が公海または自国領水にある場合、臨検・拿捕・追跡の権限を行使できる（同107条、110条、111条等）。また、軍艦が公海（排他的経済水域を含む）または自国領水にある場合、亡命者等の庇護を求める外国人を庇護する権限を有する。これは、国際法上認められた領域内庇護の一種と解される。なお、軍艦が外国領海にある場合、亡命者等の庇護は外交的庇護と解され、国際法上認められていない。ただし、暴徒から避難する者を一時的に保護することは認められる。
公海上の軍艦は、他の船舶と同様、公海の自由を享受し（条約87条）、遭難に対する援助の義務を負う（同98条）。

### 外国領海の軍艦
外国領海の軍艦は、沿岸国の管轄権からの免除を受ける（条約32条）。
外国領海の軍艦は、他の船舶と同様、無害通航権（一切の武力行使・挑発行為をせずして通過する権利）を行使しうる（同17条）。なお、軍艦の無害通航権の行使に際しては、沿岸国政府への許可申請や事前通告を要求する例が多い。中国は政府許可の取得を、韓国は政府への事前通告を要求する。アメリカとロシアは、許可も事前通告も要求していない。
軍艦が外国領海を通航する場合には、無害通航に関する沿岸国の法令や国際法を遵守しなければならない。軍艦が領海の通航に係る沿岸国の法令を遵守せず、かつ、その軍艦に対して行われた当該法令の遵守の要請を無視した場合には、当該沿岸国は、その軍艦に対し当該領海から直ちに退去することを要求することができる（30条）。 また、軍艦が通行するに際してこれらの法令を遵守せず、その結果として沿岸国に損失・損害を与えた場合には、当該軍艦の旗国が国際的責任を負う。
潜水艦やDSRV等の水中航行機器は、外国領海において海面上を航行し、所属国の旗を掲げなければならないとされている（同20条）。
従って、潜航したまま外国領海を航行することは認められていない。
なお、国際海峡における継続的な潜航による通過は、通過通航権によってこれが認められている。

### 外国港の軍艦
軍艦の外国港への入港と、外国港における特権や義務に関する規則は、条約として明文化されておらず、慣習国際法による。
まず、外国港へ軍艦が入港する場合、旗国政府は事前に外交ルートから訪問国政府へ、入港の許可を求めることを要する。この場合、友好関係にあれば、入港を許可するのが国際的な慣行となっている。この際、滞在日数や入港隻数などの条件を付することもできる。また、事前に入港の許可を得ていない場合や不開港であっても、不可抗力や遭難など、緊急の場合には入港することができる。ただし、この場合、速やかに事後承認を得ることを要する。
外国港の軍艦は、領海の軍艦と同じく、受入国の主権からの免除を受ける。軍艦は、受入国の裁判権、警察権、捜査権、臨検捜索権等、一切の管轄権に服さない。また、軍艦は受入国に対し納税の義務を負わない。日本の法令においても、外国軍艦には艦長の請求がなければ犯罪捜査のため立ち入ることはできず（犯罪捜査規範228条、229条）、関税法上の入港届の提出を要さないことなどが定められている。ただ、軍艦は受入国の検疫規則などの法令を遵守しなければならず、これに反した場合には受入国は退去を要求することができる。
また、軍艦が外国港に入港する場合には、礼砲等の外交儀礼が行われる。

## 軍艦の主な種類

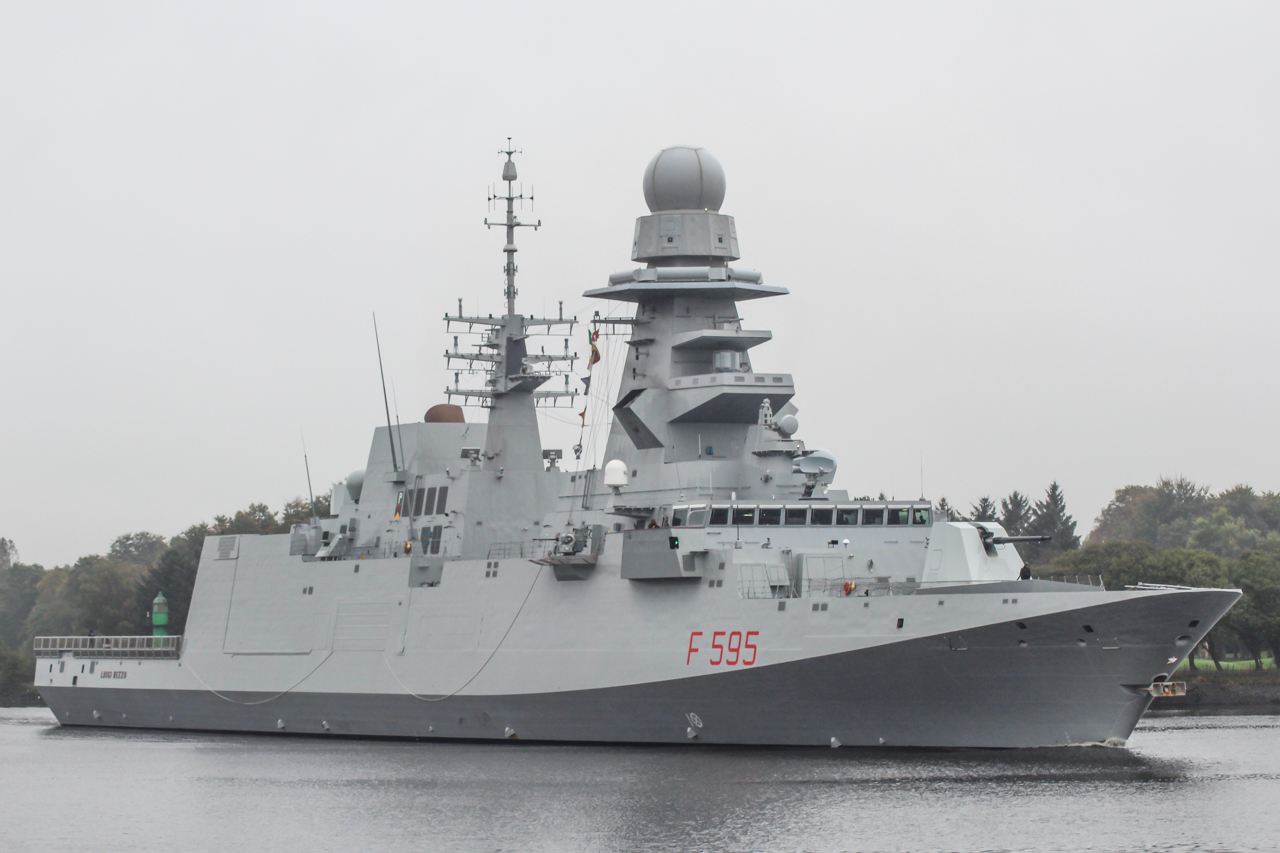
フリゲート - 駆逐艦より小型低速であり補助的な任務を行う
カルロ・ベルガミーニ級フリゲート

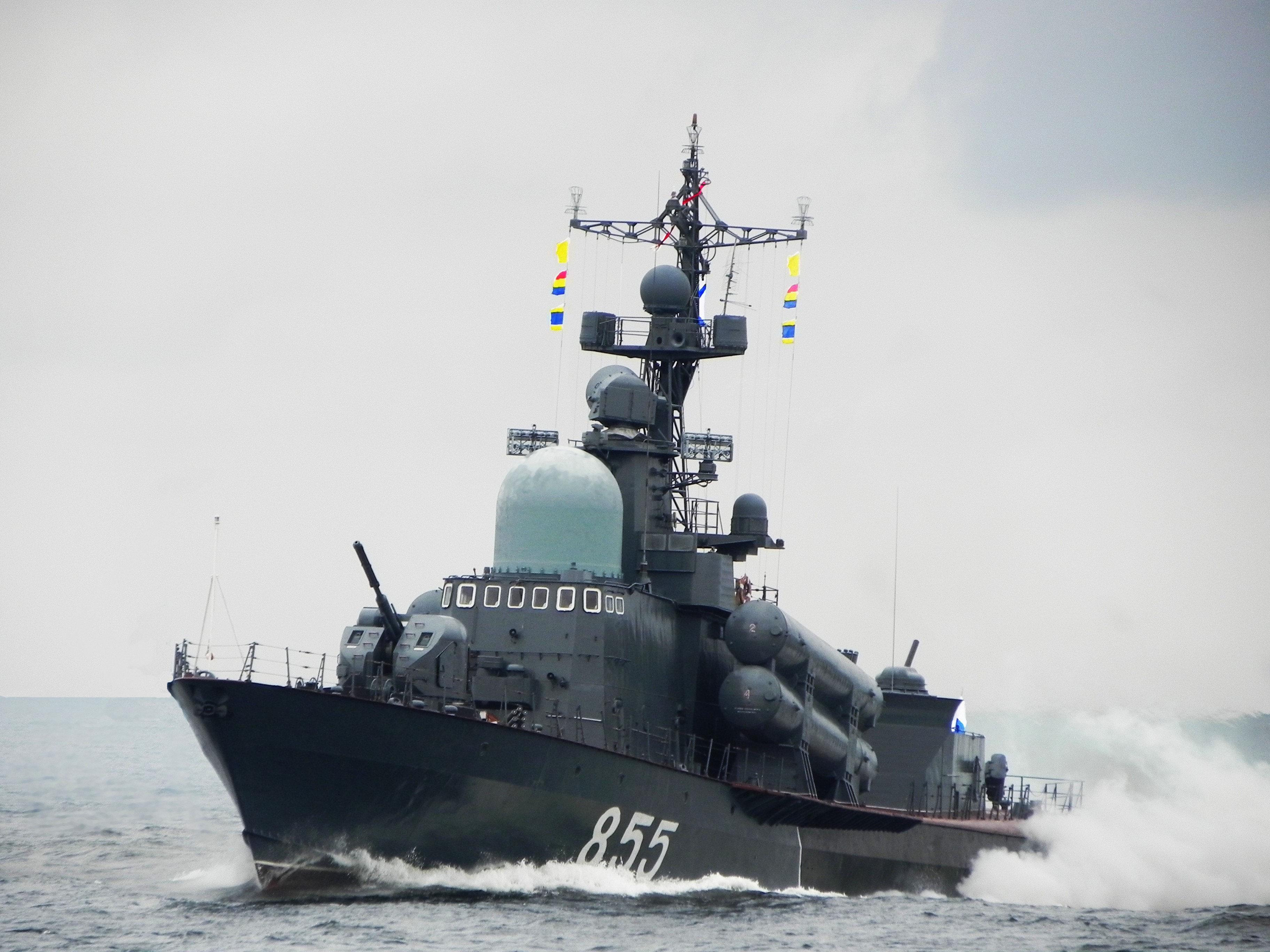
コルベット - フリゲートより小さな規模の航洋艦
タランタル型コルベット

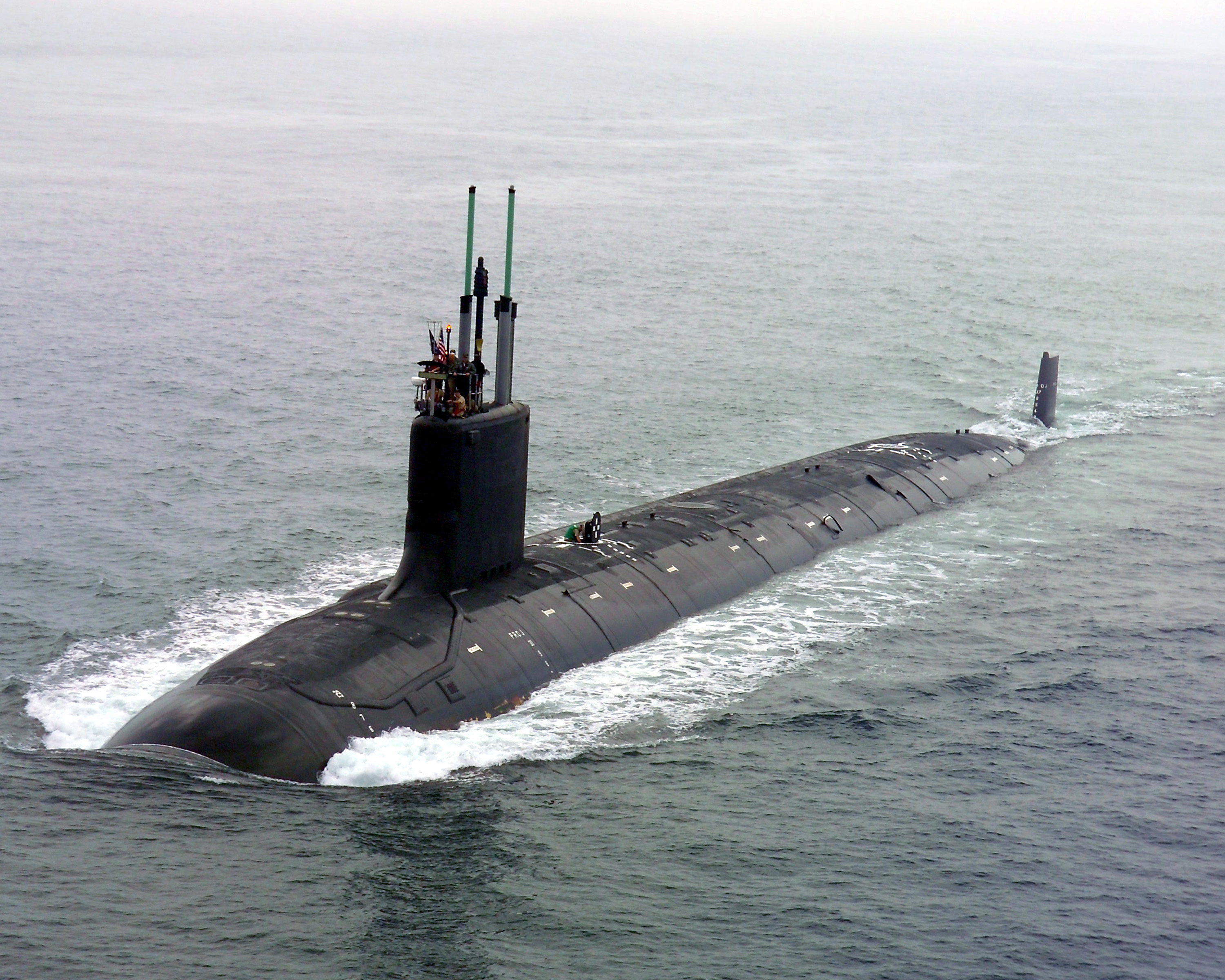
潜水艦 - 潜水することができ主に魚雷を搭載している
バージニア級原子力潜水艦

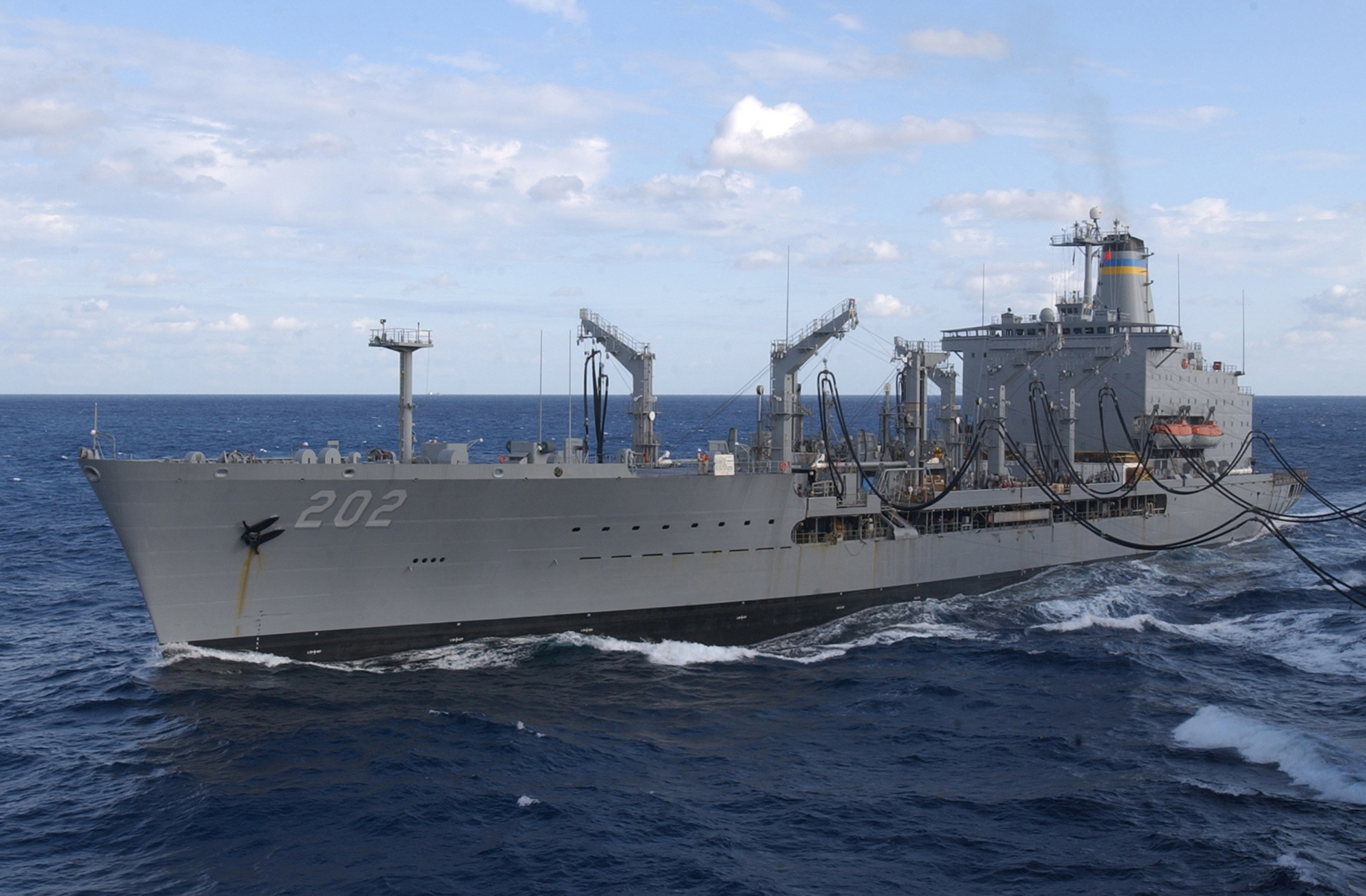
給油艦 - 洋上で燃料などを他艦に補給する
ヘンリー・J・カイザー級給油艦

- 戦列艦 - 帆船時代の艦隊決戦主力艦で単縦陣の戦列を構成すべく大量生産された。装甲強化（鋼鉄化）により装甲艦に移行した。
- 装甲艦 - 帆船時代の最末期、戦列艦の装甲鋼鉄化や乾舷の低いフリゲートへの舷側鋼鉄装甲防御化により誕生。帆走→機帆走→機走、木造鉄装甲→全鋼鉄構造装甲、舷側砲→中央砲郭→露砲塔→砲塔、船尾楼甲板→艦橋と変化し、戦艦と呼ばれるようになっていった。
- 戦艦 - 最大級の主砲とそれに耐える装甲を持つのが特長。蒸気艦時代に誕生し現代では使用されない。
- 巡洋艦 - 特に航洋性を重視され、長期の作戦行動能力と、それに伴う有力な戦闘力を備えた艦。比較的大型高速であり、2025年現在、巡洋艦に類別される軍艦を保有する国はロシアとアメリカのみである（「ミリタリーバランス」においては排水量1万トン超の水上戦闘艦を巡洋艦に分類しており、このカテゴリーでは日本、中国、韓国などの大型艦も含まれる）。帆船時代の作戦行動に由来する。
- 駆逐艦 - 巡洋艦より小型だが現代艦としては大きいサイズで、使用する国は限られる。蒸気艦時代に誕生。
- フリゲート - 2025年現在、多くの国で主力戦闘艦とみなされる水上艦。帆船時代から使われてきた。
- スループ - 帆船時代はフリゲートとコルベットの間のクラスだったが、機走軍艦の時代には余り使われない用語となった。
- コルベット - 帆船時代から使われてきた。
- 航空母艦 - 戦闘機や攻撃機や対潜機等の航空兵力を搭載する。巡洋艦規模以上の大型艦で使用する国は10ヵ国に満たない。
- 高速戦闘艇
  - 魚雷艇、ミサイル艇 - 魚雷艇は水雷艇より遅れて、滑走船型内燃機関艇として誕生。
- 水雷艇 - 排水量型蒸気艇として誕生し、後の駆逐艦の祖となり移行した。
- 駆潜艇
- 掃海艦艇
  - 掃海艦、掃海艇、機雷掃討艇
- 揚陸艦
  - 戦車揚陸艦、強襲揚陸艦、ヘリコプター揚陸艦、ドック型揚陸艦、ドック型輸送揚陸艦、上陸用舟艇
- 揚陸指揮艦 - 艦隊指揮艦として流用されることもある。
- 補給艦
  - 給兵艦、給糧艦
- 輸送艦、事前集積船、軍隊輸送船
- 工作艦
- 敷設艦
  - 機雷敷設艦
- 潜水艦
  - 弾道ミサイル潜水艦、巡航ミサイル潜水艦、攻撃型潜水艦
- 潜水艦救難艦
- 潜水母艦
- 哨戒艦艇
  - 哨戒艦、哨戒艇
- 海洋観測艦
- 音響測定艦
- 情報収集艦
- ミサイル追跡艦
- 練習艦
- 試験艦
- 特務艦
- 護衛艦（警備船・警備艦） - 特異な日本国憲法の要請や過去からの経緯で、警備隊・自衛隊の水上戦闘艦艇のみに使われる用語。

## 軍艦の命名慣例
船名#軍艦の命名慣例を参照。